# Линдберг, Петер
Петер Ли́ндберг (нем. Peter Lindbergh, настоящее имя Петер Бродбек, нем. Peter Brodbeck; 23 ноября 1944 года — 3 сентября 2019) — немецкий фэшн-фотограф.
Родился в Лешно, Польша, вырос в Дуйсбурге, ФРГ. В художественной школе изучал живопись, но в 1971 году увлёкся фотографией и через два года стал рекламным фотографом. Переехав в Париж в 1978 году, сконцентрировался на моде — снимал многих топ-моделей и актрис, включая Миллу Йовович, Настасью Кински, Наоми Кэмпбелл, Кристи Тарлингтон, Линду Евангелисту, Синди Кроуфорд, Кейт Мосс, Стефани Сеймур, Татьяну Сорокко, Изабеллу Росселлини, Наталью Водянову. Из русских моделей также работал с Ольгой Родионовой для Пушкинского музея и французского журнала Numéro.
Осуществил проекты с Карлом Лагерфельдом, Дерил Ханной, Джорджо Армани. Фотографии Линдберга публиковали журналы Harper's Bazaar, Vogue, Vanity Fair, Rolling Stone. Новым предстоящим проектом являются рекламные съёмки нового аромата, «M» для Мэрайи Кэри. Он считается одним из самых выдающихся в мире фотографов моды и ему приписывают заслуги в создании феномена супермоделей 1990-х годов.
Петер Линдберг умер 3 сентября 2019 года.

## Книги
- Peter Lindbergh: Images Of Women by Martin Harrison, Peter Lindbergh (2004), ISBN 978-3-8296-0143-6
- 10 Women by Peter Lindbergh (1993), ISBN 978-3-8238-1416-0